# Cloudbase
Cloudbase is het fictieve hoofdkwartier van de internationale veiligheidsorganisatie Spectrum in Gerry Andersons sciencefictionserie Captain Scarlet and the Mysterons (1967).

## Verschijning inCaptain Scarlet and the Mysterons
Cloudbase leek nog wel het meest op een groot zwevend vliegdekschip, compleet met vluchtdek. De basis werd voortdurend op een hoogte van enkele honderden meters gehouden, en kon indien nodig afreizen naar elke plaats op Aarde. Zijn enorme hoogte maakt de basis in theorie onkwetsbaar voor een aanval, maar de Mysterons zijn continu op zoek naar manieren om de verdedigingssystemen van Cloudbase te doorbreken.
Cloudbase' primaire verdediging is zijn vloot van Angeljets, moderne onderscheppingsstraaljagers bestuurd door vrouwelijke piloten. Vanwege de enorme hoogtes moeten piloten die het vluchtdek betreden dat altijd doen in luchtdichte capsules.

## Model
Voor de Cloudbase werd een 6 voet lang schaalmodel gebruikt, gemaakt door Derek Meddings en gefilmd door zijn specialeffectsunit voor een geverfd decor. Voor het vluchtdek werden aparte modellen gemaakt.